# Vár a holnap (The Biebers-album)
A Vár a holnap a The Biebers második stúdióalbuma, ami 2017. március 18-án jelent meg a Gold Record gondozásában. Az előző lemezzel ellentétben a dalok (egyet leszámítva) magyar nyelvűek. A 'Minden a miénk' a 2016-os Comet Díjátadó hivatalos főcímdala volt, a vendégénekes Herrer Sári a Mary Popkids-ből.

## Számlista
1. Intro (Vár a holnap) – 4:19
2. Pont Most – 4:03
3. Valami mást (feat. Fluor Tomi) – 4:04
4. Minden a miénk (feat. Herrer Sári) – 3:47
5. Felgyulladt a város – 3:29
6. Üzenet a lányoknak (Album verzió) – 4:34
7. Átkötő – 1:48
8. Rólunk szól – 3:42
9. A Part – 3:12
10. Utolsó kör (feat. MC Kemon) – 3:24
11. Itt és most – 3:36
12. Sítábor – 2:37
13. Régi dal – 2:40
14. Vár a holnap – 3:35
15. Outro (Vár a holnap) – 1:55
16. Sun Is Shining – 2:58

## Közreműködők
- Puskás Peti – ének
- Puskás Ádám Dániel – billentyűk, ének
- Ekanem Bálint – ének
- Miklós Milán – basszusgitár
- Gerendás Dániel – dob
- Rusz András – gitár